# Franz Ziehl
Franz Ziehl (Wismar, 1857 – Lübeck, 1926) was een Duits bacterioloog die bekend werd als mede-uitvinder van de mede naar hem vernoemde Ziehl-Neelsen-kleuring voor zuurvrije staafbacteriën zoals Mycobacterium tuberculosis, een verwekker van tuberculose.

## Werk
- Zur Färbung des Tuberkelbacillus. Dt. Med. Wschr. 1882; 8: 451.

- Gemeinsame Normdatei: 143623478
- International Standard Name Identifier: 0000 0001 1501 4163
- Library of Congress Control Number: n2016180732
- Virtual International Authority File: 167553859
- WorldCat: E39PBJv4gKwYkPmgjj664jvWDq